# Ljudmila Grigorjewna Anokina
Ljudmila Grigorjewna Anokina (russisch Людмила Григорьевна Анокина,  engl. Transkription Lyudmila Anokina; * 21. November 1920; † 13. Juli 2012) war eine sowjetische Speerwerferin.
Bei den Leichtathletik-Europameisterschaften 1946 in Oslo gewann sie Bronze mit 45,84 m.
Ihre persönliche Bestleistung von 50,20 m stellte sie am 12. Oktober 1947 in Leningrad auf.